# Kiss AMC
Kiss AMC was een Britse pop-rapformatie die eind jaren tachtig in Manchester werd opgericht. De naam van de groep komt van de initialen van de twee leden, Ann Marie Copeland en Christine Leveridge.
In 1989 hadden ze in Europa een grote hit met het nummer 'A bit of...'. Op de plaats van de puntjes hoort eigenlijk de naam van de Ierse groep U2 te staan. Het nummer bevat namelijk een sample van de hit 'New Years' Day' van U2 uit januari 1983.
In de jaren tachtig was het gebruik van samples nog geen gemeengoed en de leden van Kiss AMC namen een risico met het gebruik van het gitaarloopje van U2, omdat deze band erom bekendstaat geen toestemming te geven voor het samplen van hun muziek.
Toen de leden van U2 de bewerking van Kiss AMC hoorden gaven ze toch hun goedkeuring. 'A bit of...' bleek een succes en behaalde in de Nederlandse top-40 nummer 5
Na deze triomf was het snel over met het succes van Kiss AMC en verdween de groep in het niets. Pogingen om het succes van 
het dansbare en door een snel ritme gekenmerkte 'A bit of...' te evenaren lukten niet.